# Nang lông
Nang lông hay nang tóc là một cơ quan năng động được tìm thấy tại da ở các động vật có vú. Nó nằm trong lớp biểu bì của da và được tạo thành từ 20 loại tế bào khác nhau, mỗi loại có chức năng riêng biệt. Nang lông điều chỉnh sự phát triển của lông (hoặc tóc) thông qua sự tương tác phức tạp giữa các hormone, các neuropeptide và các tế bào miễn dịch. Sự tương tác phức tạp này làm cho nang lông tạo ra nhiều loại lông khác nhau như được thấy trên các phần khác nhau của cơ thể. Chẳng hạn, lông sau (terminal hair-loại lông cứng và đậm hơn) mọc trên da đầu, lông tơ thì lại bao phủ các cơ quan của thai nhi khi còn trong tử cung và ở một số em bé mới sinh. Quá trình tăng trưởng lông xảy ra theo các giai đoạn tuần tự riêng biệt. Giai đoạn đầu tiên được gọi là anagen (Pha đầu) và là giai đoạn phát triển tích cực, catagen (Pha chuyển tiếp) là giai đoạn nghỉ ngơi, telogen (Pha cuối) là kết thúc cho quá trình phát triển của nang lông, exogen (Pha rời) là pha có rụng tóc tích cực và cuối cùng là kenogen là giai đoạn xen giữa sau khi nang lông rỗng và chuẩn bị cho đợt phát triển của tóc mới.
Chức năng của lông ở người từ lâu đã là một chủ đề được quan tâm và tiếp tục là một chủ đề quan trọng trong xã hội, sinh học phát triển và y học. Trong số tất cả các loài động vật có vú, ở người có giai đoạn phát triển của tóc là dài nhất so với sự phát triển của các loại lông trên các bộ phận khác của cơ thể. Trong nhiều thế kỷ, con người đã đặt các quan điểm thẩm mỹ về tóc, từ đó dẫn đến tạo các kiểu tóc khác nhau; tóc cũng thường được sử dụng để giao tiếp về xã hội hoặc văn hóa trong đời sông. Ngoài vai trò của nó là làm đẹp cho ngoại hình con người, tóc cũng cung cấp sự bảo vệ khỏi tia UV và là một dạng cách nhiệt chống lại những cực đoan của nhiệt độ như nóng hoặc lạnh. Sự khác biệt trong hình dạng của nang lông da đầu tạo nên sự khác biệt có thể quan sát được ở tóc giữa nhiều dân tộc khác nhau, chẳng hạn như về chiều dài và kết cấu.
Bất thường về dạng, kết cấu hoặc tăng trưởng của lông có thể là những dấu hiệu sớm của những bệnh của nang lông hoặc các bệnh hệ thống. Các bệnh phổ biến của nang lông có thể kể đến hói đầu hoặc rụng tóc, hirsutism hoặc mọc lông quá mức và lupus erythematosus.